# پدیده بی‌لغزش
پدیده بی لغزش،پدیده بدون لغزش یا شرایط بدون لغزش (به انگلیسی: No-slip condition) یک شرایط مرزی در مکانیک سیالات است که بیان می‌کند در یک لایه مرزی، سرعت سیال ویسکوز به صفر می‌رسد. مفهوم بی‌لغزش نخستین بار توسط آزبورن رنولدز مطرح شد. هنگامی که وی در حال انجام آزمایش‌های مؤثر جریان لوله بود، متوجه این نوع رفتار شد.
فرم این شرایط مرزی، مثالی بر شرط مرزی دیریکله (تابع دیریکله) است.
در اکثر جریان سیالات مربوط به حوزه مکانیک سیالات، مفهوم پدیده بی‌لغزش در مسائل مربوط به لایه مرزی به کار می‌رود. این شرایط معمولاً درمورد آن دسته از سیال‌هایی که از خود رفتار غیر نیوتنی نشان می‌دهند یا به به اصطلاح سیال غیر نیوتنی هستند به کار نمی‌رود. سیالاتی مانند مایعاتی که دارای مواد غذایی روزمره مانند سس مایونز یا پنیر ذوب‌شده هستند.

## تعبیر فیزیکی
زمانی که نیروی هم‌چسب بیشتر از نیروی دگرچسب باشد، اجزای نزدیک تر به سطح یا به عبارتی لایه نزدیک به سطح که همان لایه مرزی است، حرکت نمی‌کنند. در فصل مشترک سیال و جامد، نیروی جاذبه بین ذرات سیال و ذرات جامد (نیروی دگرچسب) بیشتر از نیروی بین ذرات سیال (نیروی هم چسب) است. این عدم تعادل در نیرو باعث می‌شود که سرعت سیال در مجاورت سطح جامد صفر شود.
شرط بی‌لغزش تنها برای سیالات ویسکوز و جایی که مفهوم پیوستگی معتبر است، تعریف می‌شود.

## رفتار لغزشی
از آنجایی که پدیده بدون لغزش یک مشاهده تجربی بود، سناریوهای فیزیکی وجود داشت که در آنها این رفتار غیرقابل تعریف بود. برای جریانات به قدر کافی رقیق شامل جریان‌های گازی در ارتفاعات بالا و جریان‌هایی در مقیاس کوچک، به کار بردن مفهوم پدیده عدم لغزش نادرست است.برای چنین نمونه‌هایی، این تغییرات با عدد نادسن و افزایش آن نشان داده می‌شود که افزایش رقیق شدن و شکست تدریجی و پیوسته تقریبی دارد. نخستین بیان فرمولی که اغلب برای مدل‌سازی لغزش سیال به کار برده می‌شود، به صورت زیر بیان می‌شود:
{\displaystyle u-u_{\text{Wall}}=C\ell {\frac {\partial u}{\partial n}}}
که در آن {\displaystyle n} مختصات طبیعی دیواره،{\displaystyle \ell } راه آزاد متوسط و {\displaystyle C} مقداری ثابت است که ضریب لغزش نامیده می‌شود و تقریباً از مرتبه ۱ است. همچنین ممکن است {\displaystyle \beta } به صورت زیر تعریف شود:
{\displaystyle \beta =C\ell }
که به عنوان طول لغزش نامیده می‌شود.
برخی از سطوح آب گریز مانند نانو لوله‌های کربنی با برخی از رادیکال‌های افزودنی دارای طول لغزش غیرصفر اما در مقیاس نانو هستند.همچنین برخی پژوهشگران با بررسی این شرط، علت آن را صافی بالای سطوح بسیار منظم در مقیاس نانو ترسیم کرده‌اند.
در حالی که پدیده بدون لغزش تقریباً به‌طور کلی در مدل‌سازی جریان سیالات ویسکوز استفاده می‌شود، اما گاهی به جای پدیده بدون نفوذ(که در آن سرعت متوسط سیال روی دیواره برابر با سرعت دیواره در آن جهت است اما سرعت سیال موازی با دیوار، بی‌نهایت در نظر گرفته می‌شود) حذف شده و درنظر گرفته نمی‌شود. این برای تحلیل‌های ابتدایی جریان غیرلزج است و در آن، اثر لایه مرزی درنظر گرفته نمی‌شود.
پدیده بدون لغزش یک مشکل در تئوری سیال وسیکوز در نواحی تماس ایجاد می‌کند و آن در مورد مکان‌هایی که است که سطح مرزی دو سیال با لایه مرزی در تماس هستند. در اینجا در مورد شرط مرزی بی لغزش فرض می‌شود که موقعیت قسمت‌های در تماس بدون حرکت هستند ولی در واقعیت چنین چیزی دیده نمی‌شود. در بررسی و تجزیه و تحلیل‌های یک ناحیه در تماس در شرایط بی‌لغزش دیده شد که این پدیده سبب ایجاد تنش‌های بی‌نهایتی می‌شود که نمی‌توان آنهارا باهم ادغام کرد یا واحد در نظر گرفت. بر این اساس، تصور می‌شود که سرعت حرکت نواحی در تماس، بستگی به زاویه ای دارد که آن نقاط یا نواحی با لایه مرزی ایجاد می‌کنند اما سازوکار آن هنوز به‌طور کامل شناخته‌نشده و در هاله‌ای از ابهام است.